# Skottlands flagga
Skottlands flagga (engelska: Flag of Scotland; skotsk gaeliska: Bratach na h-Alba; lågskotska: Banner o Scotland) är blå i bakgrunden med ett vitt andreaskors mitt på den blåa ytan. Flaggan är nationsflagga för Skottland. Korsets ändar sträcker sig ända ut i de fyra hörnen av den rektangulära flaggan och korset sägs föreställa just Sankt Andreas kors. Eftersom andreaskors heter saltire på engelska, kallas flaggan ibland för the Saltire. 
Den skotska flaggan ingår även i den brittiska flaggan, där det skotska blå utgör bakgrundsfält och det vita korset samsas sedan 1801 med det irländska patrikskorset (även det ett andreaskors) bakom det engelska georgskorset. Den skotska flaggan har numera emellertid en något ljusare blå nyans än den som är föreskriven för unionsflaggan.

## Kungaflaggan

Skottlands kungaflagga

Skottlands kungaflagga används även ofta som nationsflagga i sportsammanhang. Detta är emellertid olagligt och straffbart. De enda som förutom monarken har rätt att föra flaggan är monarkens direkta representanter, bland annat:
- Skottlands försteminister
- Lordlöjtnanter inom området för sin jurisdiktion.
- Lord High Commissioner, monarkens representant vid den Skotska kyrkans kyrkomöte.
- Den skotske riksheraldikern, Lord Lyon King of Arms.